# Gregory R. Dahlberg

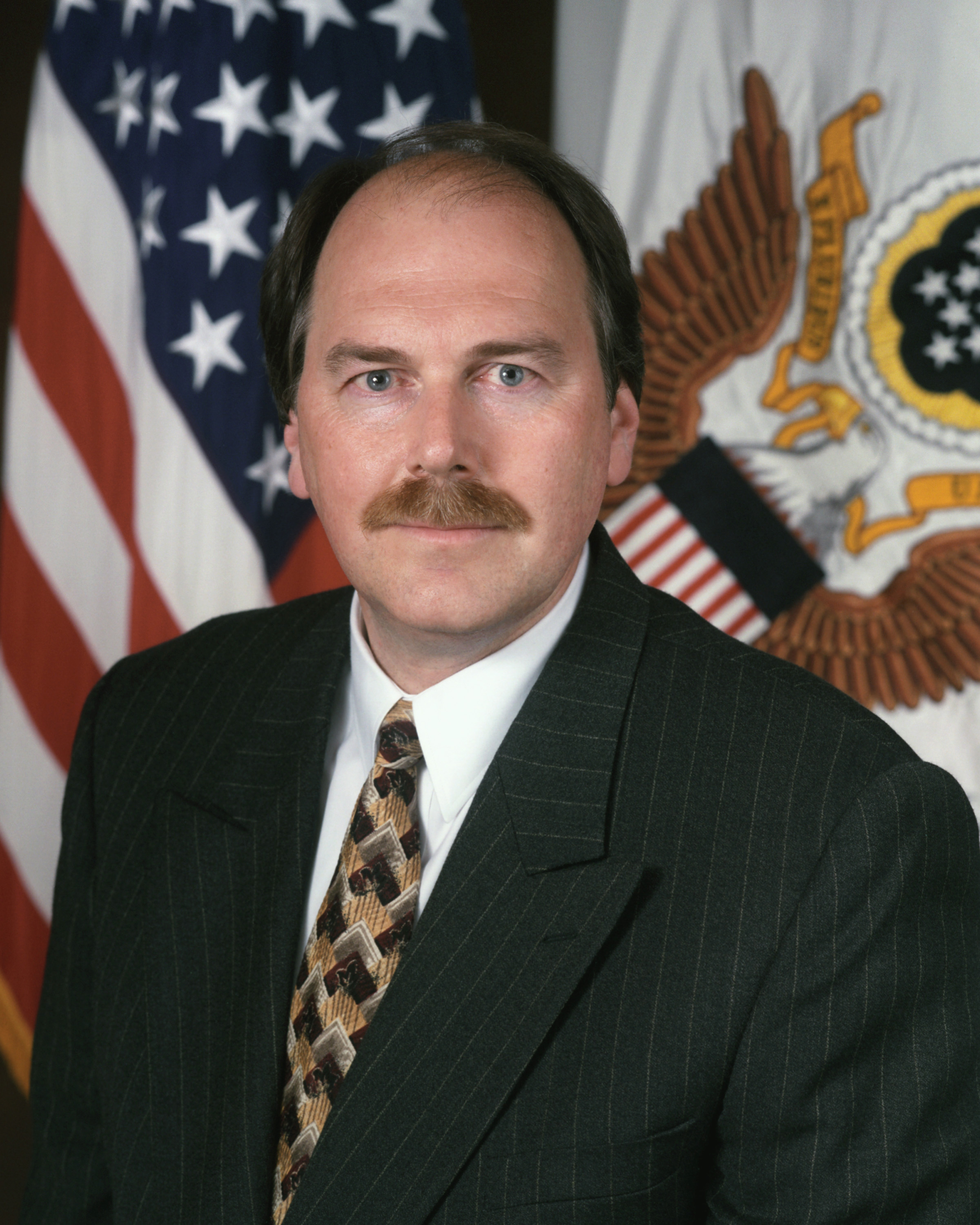
Gregory R. Dahlberg

Gregory R. Dahlberg (* 23. November 1951 in Pickstown, South Dakota) ist ein US-amerikanischer Politiker und war Heeresminister.

## Studium und berufliche Laufbahn

### Studium
Dahlberg absolvierte zunächst Studien der Wirtschaftsverwaltung sowie der Politikwissenschaften am Luther College in Iowa, die er 1973 mit einem Bachelor of Arts in Business Administration (B.A.) sowie einem Bachelor in Political Science (B.Pol.Sc.) beendete. Danach absolvierte er ein Postgraduiertenstudium an der American University in Washington, D.C., welches er 1976 mit einem Master in Public Administration abschloss.

### Ministerialbeamter und Kongressmitarbeiter
Nach dem Ende seiner Studienzeit begann er eine Tätigkeit als Verwaltungsbeamter im Büro des Assistenten des Verkehrsministers für Budget und Programme. Dort war er insbesondere für Haushalt und Finanzmittel für den Bau von Highways sowie für Massenverkehrsmittel zuständig.
1981 wurde er dann Mitarbeiter des Bewilligungsausschusses des Repräsentantenhauses (U.S. House Committee on Appropriations), wo er insbesondere für die Überwachung der Finanzmittel für die United States Coast Guard, der Federal Aviation Administration, Amtrak, Conrail, der Federal Transit Administration, National Highway Traffic Safety Administration und der Federal Highway Administration im entsprechenden Unterausschuss zuständig war.
Im Jahr 1990 wurde er dann Assistent des Vorsitzenden des Bewilligungsausschusses des Repräsentantenhauses und nahm als solcher die Aufsicht über die dreizehn Unterausschüsse für Haushaltsbewilligungen wahr. In dieser Zeit war er bereits 1990 maßgeblich an der grundlegenden Konferenz zur auf fünf Jahre ausgerichteten Haushaltsreform in der Andrews Air Force Base beteiligt. Daneben war er Berater zur Entwicklung spezieller Finanzierungsmechanismen zur Beschleunigung des Drogenprüfungsverfahrens der Food and Drug Administration. Schließlich war er an der Entwicklung spezieller Strukturen zur Finanzierung der Operation Desert Storm in den Jahren 1990 und 1991 beteiligt.
1995 wurde er Stabschef der Demokratischen Partei im Unterausschuss für Verteidigungsausgaben des Bewilligungsausschusses. Dadurch hatte er eine führende Rolle bei der Verhandlung des großen Verteidigungsetats für die einzelnen Waffengattungen.

## Heeresminister unter Präsident Bush
Am 23. Mai 2000 wurde er dann von Präsident Bill Clinton zum Stellvertretenden Heeresminister (Under Secretary of the Army) ernannt. Als solcher nahm er den zweiten Rang in der zivilen Heeresführung ein.
Nach dem Ende von Clintons Amtszeit wurde er am 20. Januar 2001 amtierender Heeresminister. Aus diesem Amt schied er dann jedoch bereits am 5. März 2001 aus.